# Behavioralisme
 Ikke at forveksle med Behaviorisme.
Behavioralisme er en samfundsvidenskabelig indfaldsvinkel, hvor videnskaben opfattes som adfærdsvidenskab, der på den ene side – i lighed med naturvidenskaben – kan måle og veje samfundsmæssige, empiriske forhold, men på den anden side anerkender, at det videnskabelige objekt ikke kan adskilles fra dets subjekt. Nobelpristageren Gunnar Myrdahl skrev, at "data sparker" i accept af den videnskabelige værdirelativisme, men som understregning af, at videnskabelig empirisk metode afspejler en virkelighed, som vil give det samme svar til flere forskellige spørgere. Behavioralisme henregnes til positivismen.